# Brenz (Mecklenburg)
Brenz település Németországban, Mecklenburg-Elő-Pomeránia tartományban. Lakosainak száma 485 fő (2023. december 31.).

## Népesség
A település népességének változása:
| Lakosok száma | 532  | 515  | 503  | 492  | 490  | 485  |
|               | 2014 | 2017 | 2019 | 2021 | 2022 | 2023 |